# Aigny
Aigny település Franciaországban, Marne megyében. Lakosainak száma 287 fő (2022. január 1.). Aigny Vaudemange, Aulnay-sur-Marne, Condé-sur-Marne, Les Grandes-Loges, Isse, Jâlons és Vraux községekkel határos.

## Népesség
A település népességének változása:
| Lakosok száma | 207  | 218  | 192  | 216  | 263  | 276  | 275  | 276  | 280  | 287  |
|               | 1968 | 1982 | 1990 | 2006 | 2013 | 2015 | 2017 | 2019 | 2020 | 2022 |